# François Bacqué

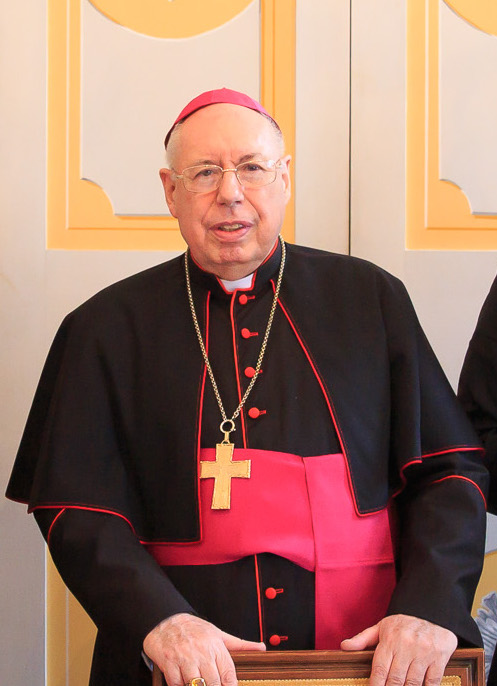
François Robert Bacqué (Dezember 2018)

Erzbischofswappen von François Robert Bacqué

François Robert Bacqué (* 2. September 1936 in Bordeaux; † 9. November 2023 in Rom) war ein französischer Geistlicher, römisch-katholischer Erzbischof und Diplomat des Heiligen Stuhls. 

## Leben
François Bacqué empfing nach seiner theologischen Ausbildung am 1. Oktober 1966 die Priesterweihe für das Erzbistum Bordeaux. Er studierte anschließend Kirchenrecht und Politikwissenschaft und trat 1966 in den diplomatischen Dienst des Heiligen Stuhls ein. Er war an den päpstlichen Vertretungen in China, Holland und Chile tätig sowie im Staatssekretariat des Vatikans und im Rat für öffentliche Angelegenheiten der Kirche sowie in den Apostolischen Nuntiaturen in Portugal und Dänemark. Papst Paul VI. ernannte ihn 1971 zum Kaplan Seiner Heiligkeit und Papst Johannes Paul II. 1982 zum Ehrenprälaten Seiner Heiligkeit.
Am 17. Juni 1988 ernannte ihn Papst Johannes Paul II. zum Titularerzbischof von Gradisca und zum Apostolischen Pro-Nuntius in Sri Lanka. Die Bischofsweihe spendete ihm Kardinalstaatssekretär Agostino Casaroli am 3. September desselben Jahres; Mitkonsekratoren waren Marius Maziers, Erzbischof von Bordeaux, und Thierry Jordan, Koadjutorbischof von Pontoise.
Am 7. Juni 1994 berief ihn Johannes Paul II. zum Apostolischen Nuntius in der Dominikanischen Republik und zum Apostolischen Delegaten in Puerto Rico. Am 27. Februar 2001 erfolgte die Ernennung zum Apostolischen Nuntius in den Niederlanden.
Papst Benedikt XVI. nahm am 15. Dezember 2011 Bacqués aus Altersgründen vorgebrachtes Rücktrittsgesuch an. Bacqué starb am 9. November 2023 im Alter von 87 Jahren nach einem Herzinfarkt im öffentlichen Straßenraum im historischen Zentrum Roms.

## Ehrungen und Auszeichnungen
- Offizier des nationalen Orden der Ehrenlegion und des Verdienstordens (Frankreich)
- Großkreuz des Orden von Oranien-Nassau (Niederlande)
- Großkreuz des Orden von Duarte, Sanchez & Mella (Dominikanische Republik)
- Großoffizier des Ordens des Infanten Don Enrique (Portugal)
- Kommandeur des Orden de Mérite (Chile)
- Kommandeur des Dannebrogorden (Dänemark)
- Kommandeur des Christusordens (Portugal)
- Kaplan des Großkreuzes des Souveränen Malteserordens
- Großkreuz des Verdienstorden Pro Merito Melitensi des Malteserordens
- Großkreuz-Kaplan des Konstantinischen Ordens vom Heiligen Georg